# 黒滝 (徳島県)
黒滝（くろたび）は、徳島県那賀町にある那賀川支流の滝。落差は60m。

## 地理
那賀川の支流の滝で標高約950mの地点、木頭北川のジルゾウ谷にある。大きく2段に分かれて落ちる滝で、上段25m、下段30mほどの大瀑布で、水量はやや多めで滝壷はない。
また冬季になると水が落ちた所から凍りつき、お椀をひっくり返したような珍しい形の氷の小山をつくる姿が見られる。

## 交通
- JR「徳島駅」より車で約2時間40分。